# Timjanmalmätare
Timjanmalmätare (Eupithecia distinctaria) är en fjärilsart som beskrevs av Gottlieb August Herrich-Schäffer 1846. Timjanmalmätare ingår i släktet Eupithecia och familjen mätare, Geometridae. Enligt den finländska rödlistan är arten starkt hotad, EN, i Finland. Enligt den svenska rödlistan är arten sårbar, VU, i Sverige. Arten förekommer tämligen allmänt på Öland, Gotland och Gotska Sandön. Artens livsmiljö är torra gräsmarker. Tre underarter finns listade i Catalogue of Life, Eupithecia distinctaria constrictata Guenée, 1858, Eupithecia distinctaria piemonticola Schwingenschuss, 1954 och Eupithecia distinctaria sextiata Millière, 1867.